# 京口站
京口站（日语：／ Kyōguchi eki */?）是位於兵庫縣姬路市城東町，屬於西日本旅客鐵道（JR西日本）的播但線車站。本站由近畿統括總部（神戶分社）管轄，往野里方向則由福知山分社管轄，並且為管轄區中最南邊的車站。

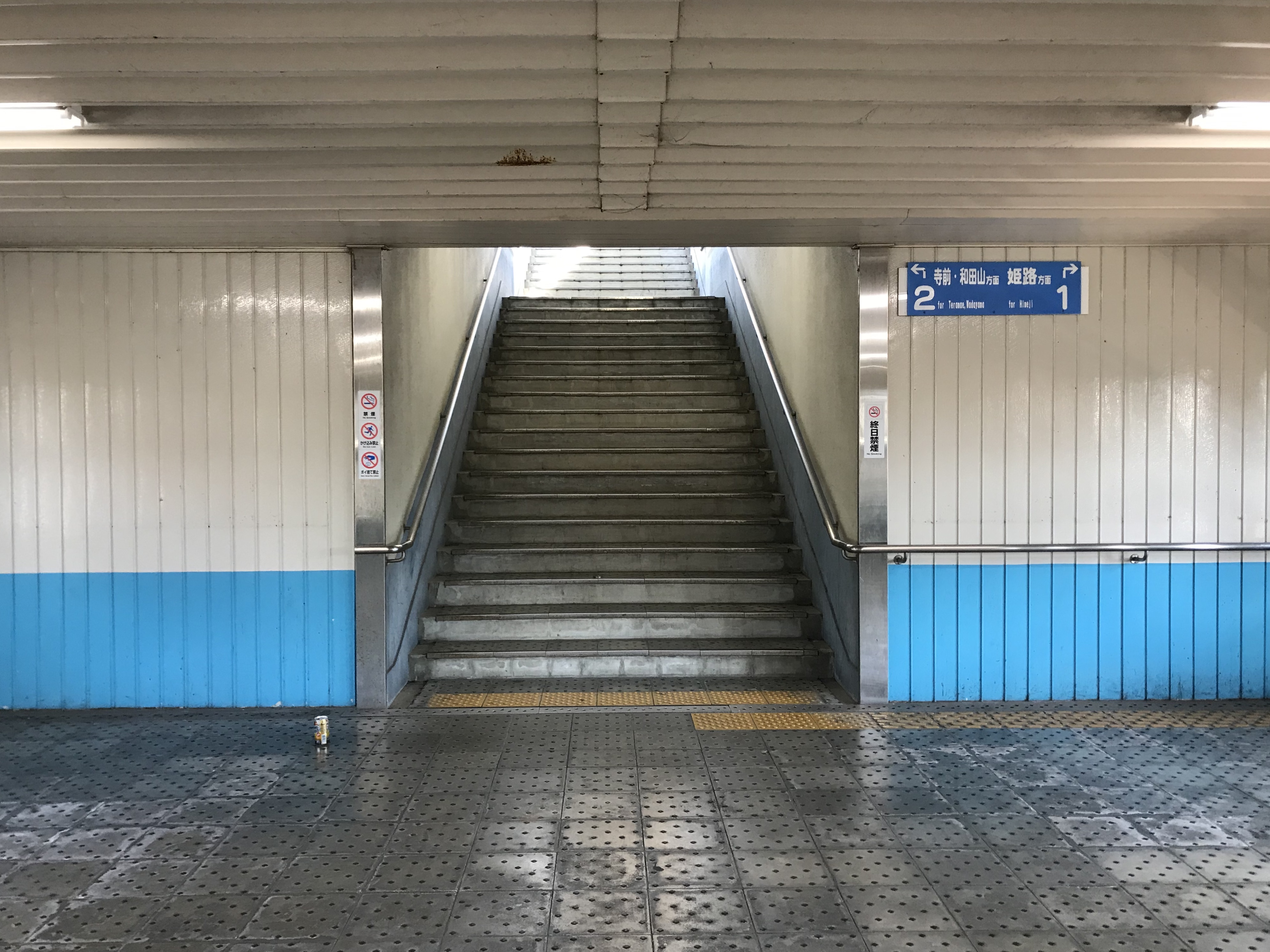
月台入口(2019年2月)

## 歷史
- 1898年（明治31年）2月18日 - 播但鐵道（日语：播但鉄道）姬路站至野里站之間開設此站[1]。開始提供旅客和貨運服務。
- 1903年（明治36年）6月1日 - 播但鐵道轉讓營業權至山陽鐵道，成為山陽鐵道車站。
- 1906年（明治39年）12月1日 - 根據鐵道國有法（日语：鉄道国有法），山陽鐵道被國有化，成為官設鐵道車站。
- 1909年（明治42年）10月12日 - 制定路線名稱，此站成為播但線車站。
- 1911年（明治44年）
  - 7月 - 由於貨物運送量急增，並開始收購周邊土地以進行擴張工程[2]。
  - 12月1日 - 翻新車站大樓[2]。
- 1961年（昭和36年）10月1日 - 結束貨物起卸業務。
- 1972年（昭和47年）2月1日 - 成為無人車站。
- 1984年（昭和59年）10月1日 - 成為高架車站[1]。
- 1987年（昭和62年）4月1日 - 伴隨國鐵分割民營化，車站由西日本旅客鐵道（JR西日本）營運。
- 2016年（平成28年）3月26日 - 此站可使用IC卡「ICOCA」[3]。站內設置了IC卡專用簡易閘機。

### 站名由來
此站附近是山陽道，離開姬路前往京（都）方向的地段，因而名為「京口」。

## 車站構造

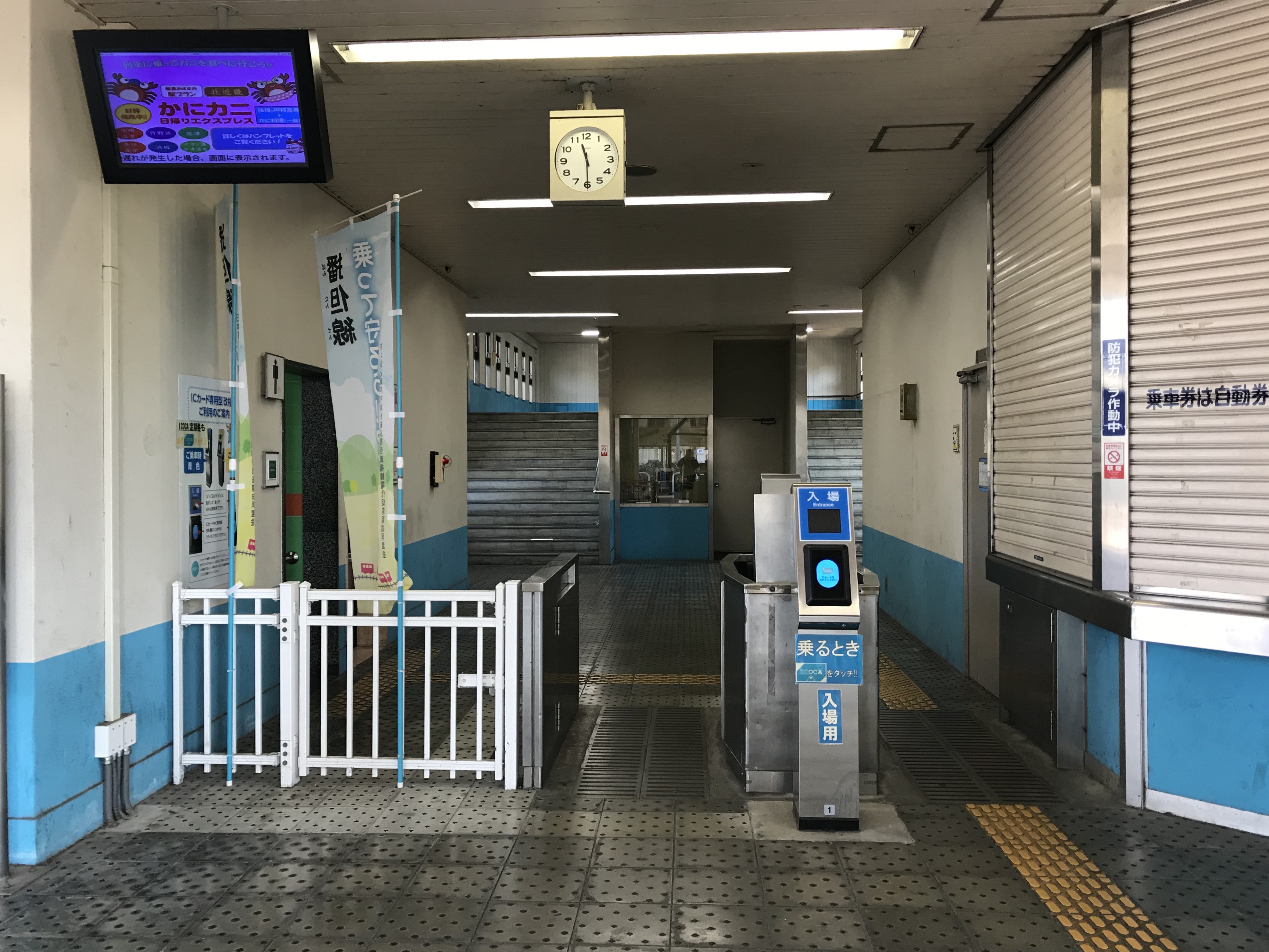
驗票口(2019年2月)

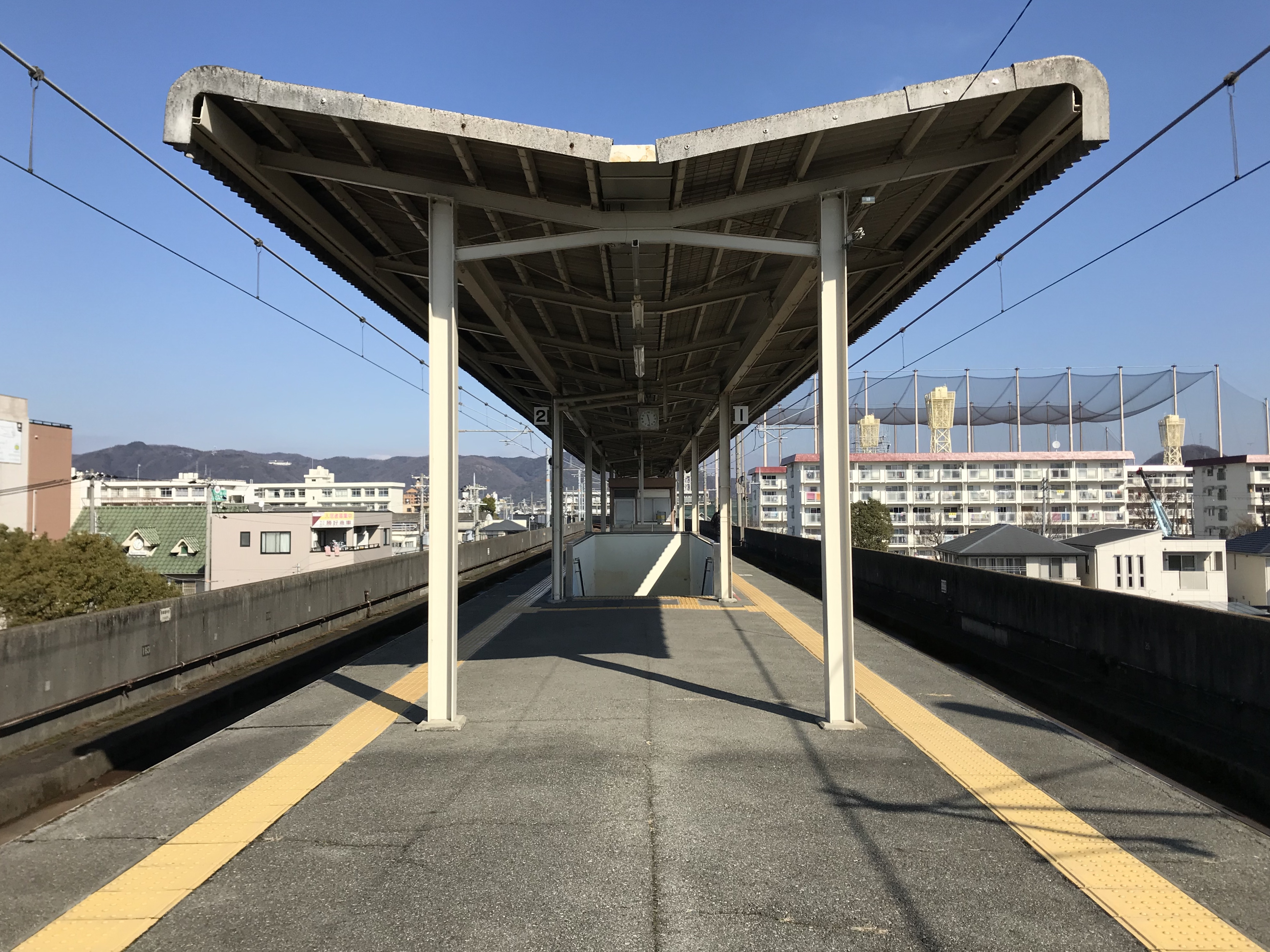
月台（2019年2月）

本站是高架車站，設有1面2線的島式月台，可進行列車交會。此站配線不是一線通過結構，而是Y字分支結構，因此月台設有方向性。本站原是地面車站，後來隨著播但線而高架化。
此站是由福崎站管理的無人車站。站內設有驗票閘口和直立式自動售票機，櫃臺已經落閘封閉。此站沒有設置自動閘機，但設有IC卡專用簡易閘機。在播但線電氣化後，於1998年起部分時期曾經設有車站職員當值，後來再次成為無人車站。

### 月台
| 月台 | 路線   | 上下行 | 方向             |
| ---- | ------ | ------ | ---------------- |
| 1    | 播但線 | 上行   | 姬路方向         |
| 2    | 播但線 | 下行   | 寺前、和田山方向 |

## 使用狀況
根據「兵庫縣統計書」，2016年（平成28年）度1日平均乘車人次為1,034人。
以下為近年1日平均乘車人次列表。
| 年度   | 1日平均 乘車人次 |
| ------ | ---------------- |
| 2000年 | 821              |
| 2001年 | 839              |
| 2002年 | 851              |
| 2003年 | 863              |
| 2004年 | 873              |
| 2005年 | 870              |
| 2006年 | 869              |
| 2007年 | 885              |
| 2008年 | 894              |
| 2009年 | 916              |
| 2010年 | 952              |
| 2011年 | 946              |
| 2012年 | 965              |
| 2013年 | 1,030            |
| 2014年 | 987              |
| 2015年 | 1,037            |
| 2016年 | 1,034            |

## 車站周邊

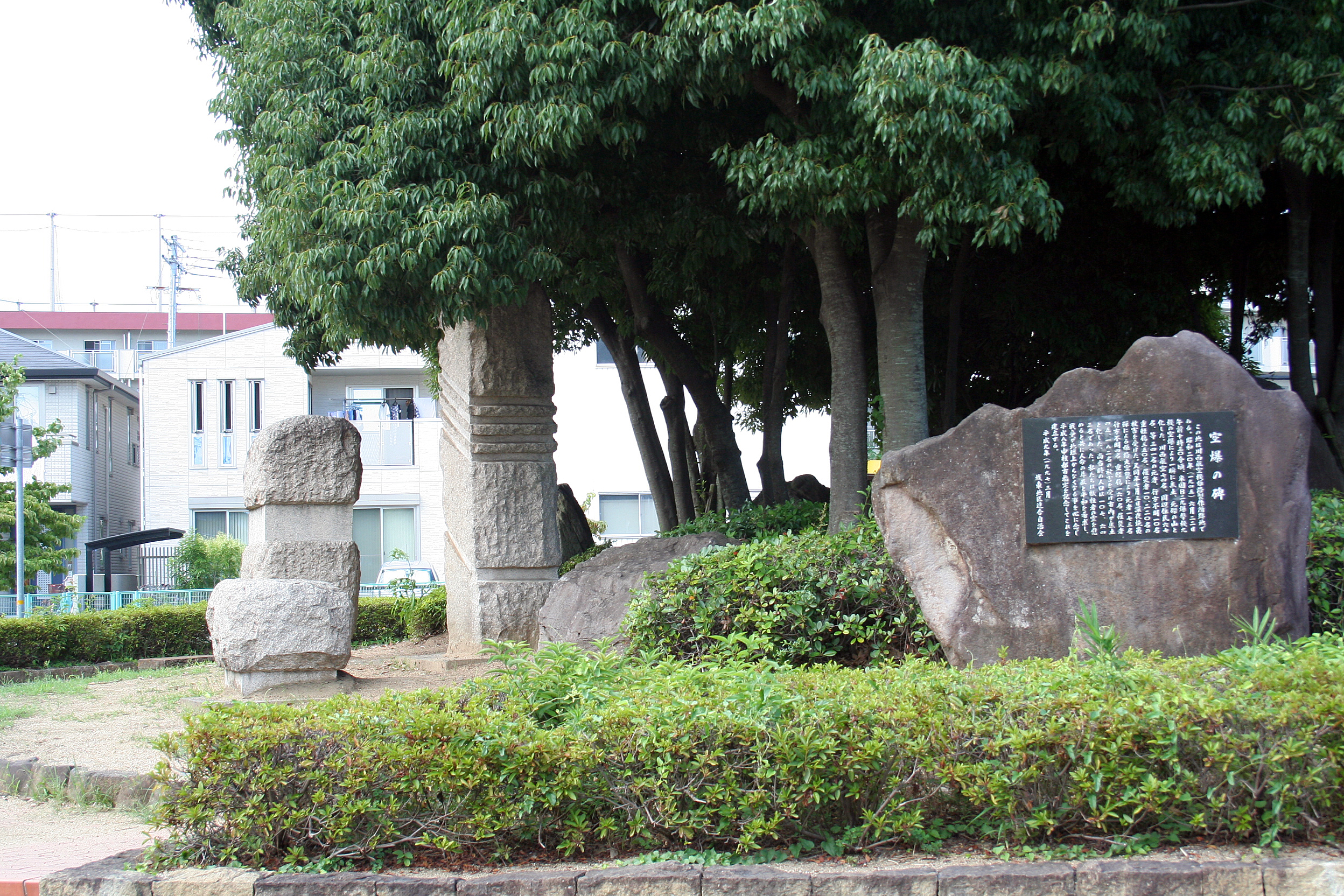
車站東邊設有空襲之碑。在太平洋戰爭時，車站周邊曾經受到空襲（姬路空襲）。

在戰前，此站鄰近大日本帝國陸軍第10師團川西航空機姬路製作所。
- 姬路市立城東小學（日语：姫路市立城東小学校）
- 姬路市立東光中學（日语：姫路市立東光中学校）[1]
- 淳心學院中學·高等學校（日语：淳心学院中学校・高等学校）
- 姬路商工會議所（日语：姫路商工会議所）
- 國立醫院機構姬路醫療中心（日语：国立病院機構姫路医療センター）
- 京口團地
- 京口高爾夫中心
- 國道2號
- 國道312號（日语：国道312号）
- 國道372號（日语：国道372号）
- 神姬巴士（日语：神姫バス）「京口站前」巴士站

## 相鄰車站
西日本旅客鐵道（JR西日本）
 播但線
姬路－京口－野里

## 注腳
1. 1 2 3 4 5 6 7 8 9 10 11 12 13  . 神戸新聞総合出版センター. 2011-12-15: 149. ISBN 9784343006028 （日语）.
2. 1 2  『姫路市史 市制施行三十年記念』(播磨史談會編，姫路市政廳，1919年)P.374
3. ↑   (PDF) (新闻稿). 西日本旅客鉄道. 2015年12月18日  [2016-03-26]. （原始内容存档 (PDF)于2016-03-05） （日语）.
4. ↑  兵庫県統計書 （页面存档备份，存于）（日語）

## 外部連結
- 京口｜車站資訊：JR出門網 - 西日本旅客鐵道（日語）